# Carline Muir
Carline Muir, född 1 oktober 1987, är en friidrottare från Kanada. Hon deltog vid olympiska sommarspelen 2008 och olympiska sommarspelen 2016.